# Kanton Sermaize-les-Bains
Kanton Sermaize-les-Bains is een kanton van het Franse departement Marne. Het kanton maakt deel uit van het arrondissement Vitry-le-François. Het heeft een oppervlakte van 887.1 km² en telt 20 855 inwoners in 2017, dat is een dichtheid van 24 inwoners/km².
Het kanton Sermaize-les-Bains werd opgericht bij decreet van 21 februari 2014 met uitwerking in maart 2015 en omvat volgende 75 gemeenten:
- Alliancelles
- Ambrières
- Arrigny
- Bassu
- Bassuet
- Bettancourt-la-Longue
- Bignicourt-sur-Saulx
- Blesme
- Brandonvillers
- Brusson
- Le Buisson
- Bussy-le-Repos
- Changy
- Charmont
- Châtillon-sur-Broué
- Cheminon
- Cloyes-sur-Marne
- Dompremy
- Drosnay
- Écollemont
- Écriennes
- Étrepy
- Favresse
- Giffaumont-Champaubert
- Gigny-Bussy
- Haussignémont
- Hauteville
- Heiltz-l'Évêque
- Heiltz-le-Hutier
- Heiltz-le-Maurupt
- Isle-sur-Marne
- Jussecourt-Minecourt
- Landricourt
- Larzicourt
- Lisse-en-Champagne
- Luxémont-et-Villotte
- Matignicourt-Goncourt
- Maurupt-le-Montois
- Merlaut
- Moncetz-l'Abbaye
- Norrois
- Orconte
- Outines
- Outrepont
- Pargny-sur-Saulx
- Plichancourt
- Ponthion
- Possesse
- Reims-la-Brûlée
- Saint-Amand-sur-Fion
- Saint-Eulien
- Saint-Jean-devant-Possesse
- Saint-Lumier-en-Champagne
- Saint-Lumier-la-Populeuse
- Saint-Quentin-les-Marais
- Saint-Remy-en-Bouzemont-Saint-Genest-et-Isson
- Saint-Vrain
- Sainte-Marie-du-Lac-Nuisement
- Sapignicourt
- Scrupt
- Sermaize-les-Bains
- Sogny-en-l'Angle
- Thiéblemont-Farémont
- Trois-Fontaines-l'Abbaye
- Val-de-Vière
- Vanault-le-Châtel
- Vanault-les-Dames
- Vauclerc
- Vavray-le-Grand
- Vavray-le-Petit
- Vernancourt
- Villers-le-Sec
- Vitry-en-Perthois
- Vouillers
- Vroil